# Bergnäs kraftstation
Bergnäs kraftstation är ett vattenkraftverk i Skellefte älv där fallhöjden mellan Storavan och Naustajaure (Slagnässjön) utnyttjas. Från stationen leder en utloppskanal drivvattnet till Bleitikviken i Naustajaure. Kraftstationen började byggas av Vattenfall och Skellefteå kraftverk 1987 och togs i drift 1989. I augusti 2000 köpte Skellefteå Kraft Vattenfalls andelar i Bergnäs och flera andra kraftverk.